# Ортоландия
Ортоландия (на португалски: Hortolândia) е град в щата Сау Паулу, югоизточна Бразилия. Населението му е около 196 хиляди души (2011).
Градът е предградие на Кампинас, разположено на 12 km западно от неговата централна част. Селището възниква още в края на 18 век, а през 1991 година става самостоятелна община, отделяйки се от Сумаре.